# Tulle

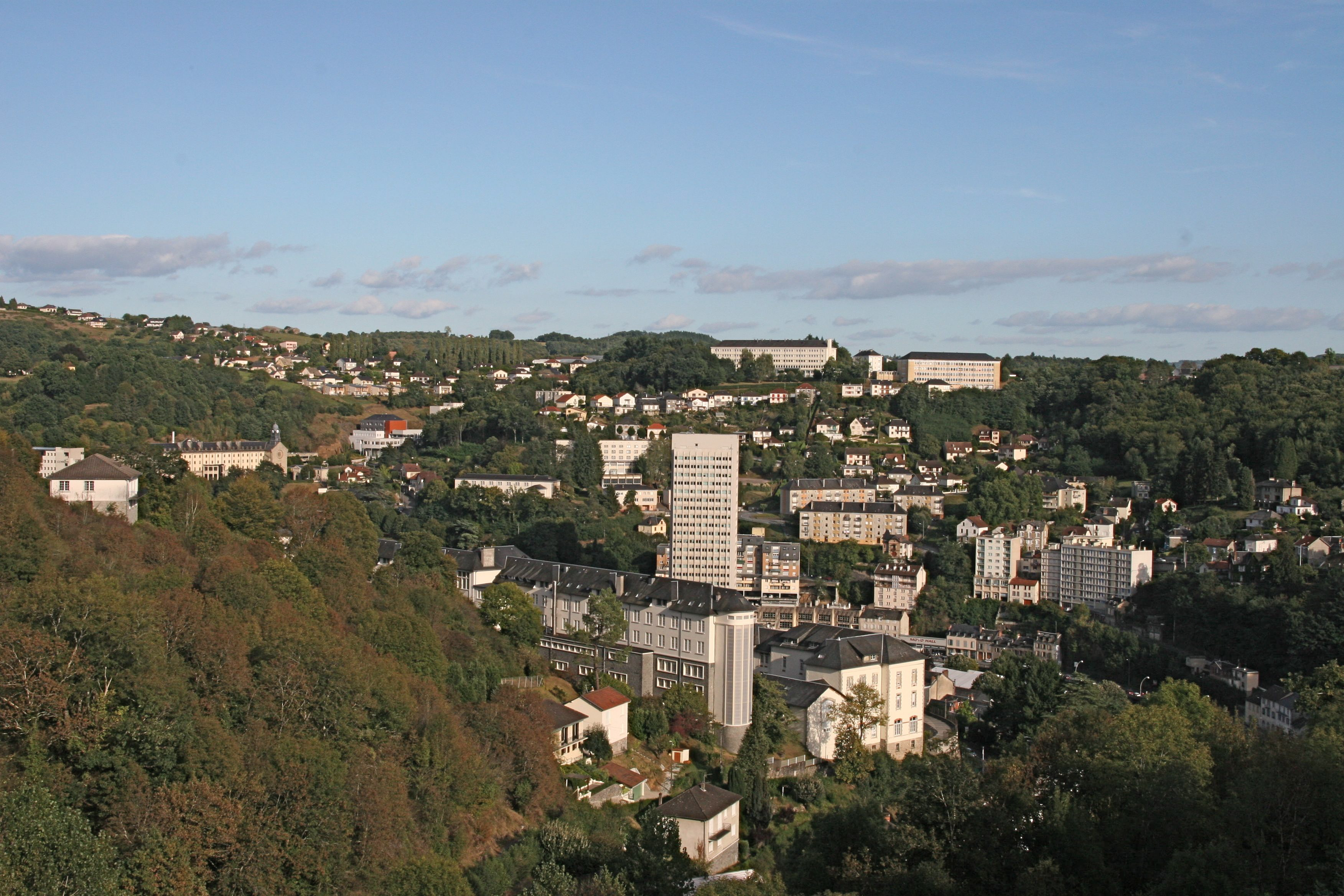
Tulle (mit dem Büroturm der Cité administrative, 86 m hoch, Architekt: Jacques Sarrabezolles, eröffnet 1975)

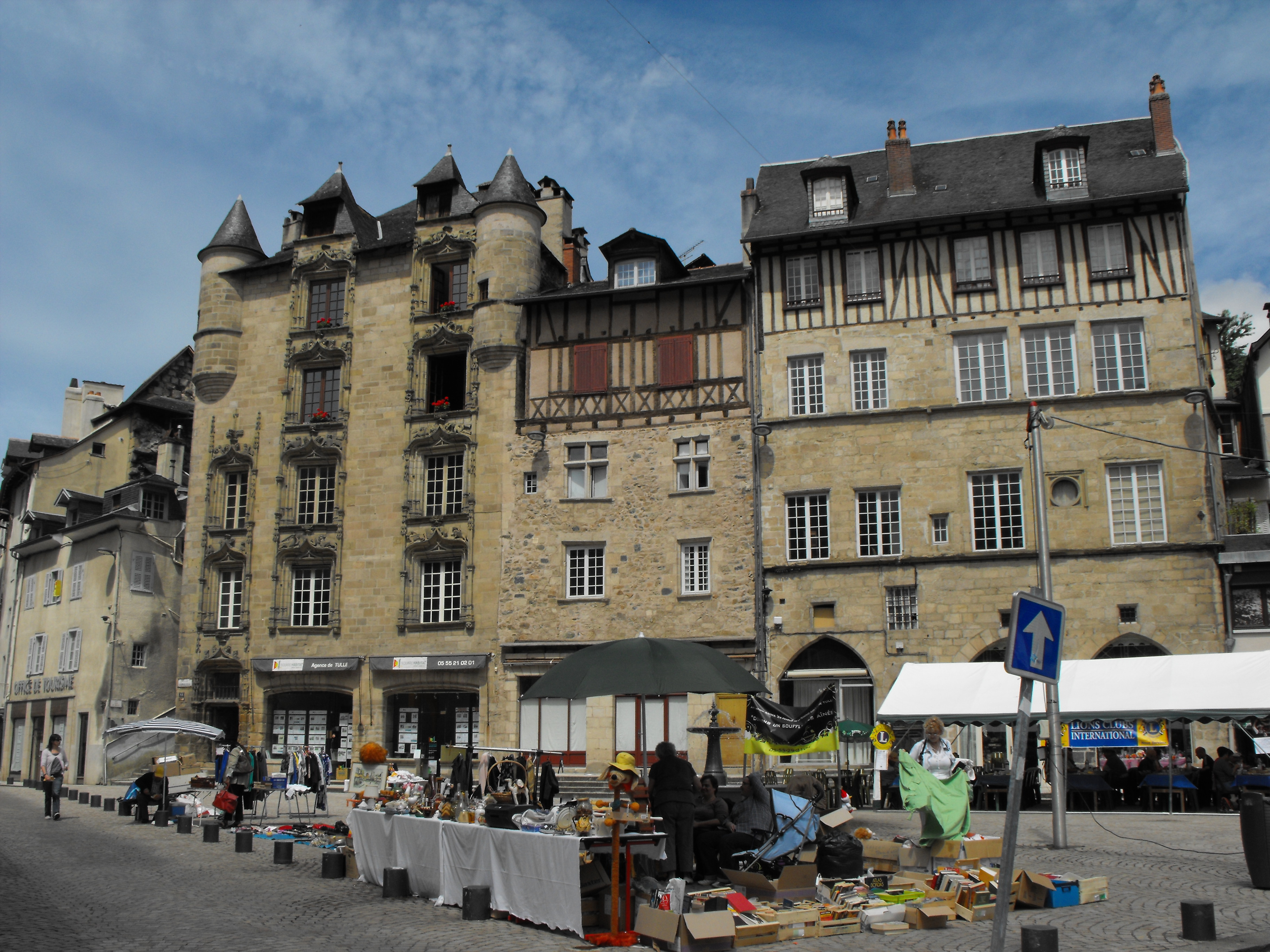
Place Gambetta

Tulle [tyl] (okzitanisch Tula) ist eine Stadt in Zentralfrankreich und Präfektur des Départements Corrèze. Ihre 13.602 Einwohner (Stand 1. Januar 2022) nennen sich Tullistes. Die Stadt ist Bischofssitz und somit ein wichtiges geistliches Zentrum des Limousin. Bekannt ist Tulle auch aufgrund seiner historischen Rolle in mehreren Industriezweigen: So gab die Stadt der Tüllspitze, die hier zuerst produziert wurde, ihren Namen; auch in der Akkordeonfabrikation und Waffenherstellung hatte sie lange Zeit eine herausragende Bedeutung.

## Geographie
Tulle liegt am westlichen Rand des Zentralmassivs an beiden Ufern der Corrèze, unmittelbar vor ihrem Austritt aus dem engen Flusstal in das Bassin von Brive-la-Gaillarde. Im südwestlichen Gemeindegebiet mündet von links die Saint-Bonnette und von rechts die Céronne in die Corrèze.

### Klima
Durch die Lage von Tulle an der Nahtstelle zwischen dem Zentralmassiv und dem Bassin von Brive ist die Stadt bereits klimatisch begünstigt, sie erhält zugleich jedoch erhebliche Niederschlagsmengen. Das Maximum der Niederschläge entfällt hierbei auf das Winterhalbjahr, während die Sommer zeitweise trocken ausfallen können.
|                        | Jan | Feb  | Mär  | Apr  | Mai   | Jun   | Jul   | Aug   | Sep   | Okt   | Nov | Dez  |   |     |
| Mittl. Temperatur (°C) | 3,4 | 4,75 | 6,78 | 9,43 | 13,06 | 16,52 | 19,16 | 18,77 | 16,43 | 12,29 | 6,9 | 3,86 | ⌀ | 11  |
|                        |     |      |      |      |       |       |       |       |       |       |     |      |   |     |
| Niederschlag (mm)      | 71  | 66   | 66   | 69   | 90    | 65    | 50    | 66    | 67    | 73    | 68  | 77   | Σ | 828 |

|  |

|  |

|  |

|  |

|  |

|  |

|  |

|  |

|  |

|  |

|  |

|  |

|  |

|  |

|  |

|  |

|  |

|  |

|  |

|  |

|  |

|  |

|  |

|  |

### Nachbargemeinden
Folgende Städte und Gemeinden grenzen an die Stadt Tulle:
| Naves               | Naves                                       | Naves und Gimel-les-Cascades                            |
| Chameyrat und Naves | Kompassrose, die auf Nachbargemeinden zeigt | Chanac-les-Mines                                        |
| Chameyrat           | Sainte-Fortunade                            | Chanac-les-Mines und Laguenne-sur-Avalouze mit Laguenne |

## Geschichte

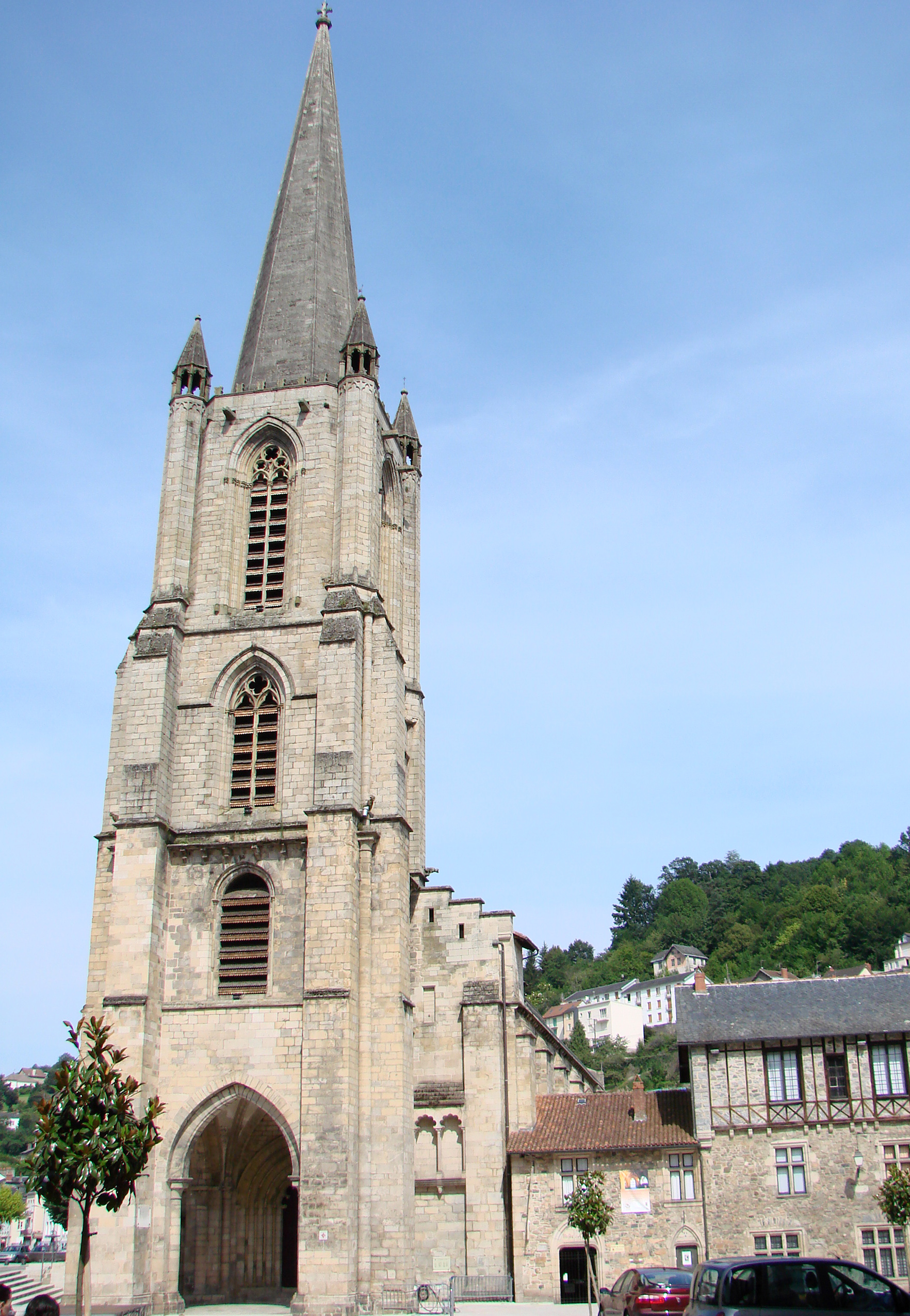
Kathedrale Notre-Dame

### Entwicklung bis zum Zweiten Weltkrieg
Der Name Tulle leitet sich her von Tutela, der alten Kraft römischer Gottheiten, die Menschen, Sachen und Orte beschützt. Zu gallisch-römischer Zeit wurde auf der langen Reise von Aremorica zum Mittelmeer hier an dem Ort, in der Nähe der Abtei Saint-Martin, Tutela angerufen. Dies geschah noch bis ins Mittelalter hinein. Im 7. Jahrhundert entstand hier ein Kloster, wo sich dann im Laufe der Zeit immer mehr Menschen ansiedelten. 1130 wurde die im 11. Jahrhundert zerstörte Abtei wieder errichtet. Im Jahre 1317 wurde Tulle von Papst Johannes XXII. zum Bistum erhoben und aus der Abtei wurde eine Kathedrale. Deren Turm ist 75 m hoch und stammt aus dem 13. und 14. Jahrhundert.
Während der Religionskriege stand Tulle auf Seiten der katholischen Liga und widerstand den Angriffen der Hugenotten im Jahre 1577, jedoch wurde die Stadt 1585 von den Truppen des Vicomte von Turenne, Henri de La Tour d’Auvergne, duc de Bouillon, verwüstet. Aber die Erschütterungen durch die Französische Revolution waren noch viel weitreichender, so wurden Kathedrale und Abtei zu Waffenfabriken umgewandelt und erst 1803 wieder eröffnet und 1823 erneut zur Kathedrale geweiht.
Am 8. und 9. Juni 1944 verübte die deutsche Waffen-SS an der männlichen Bevölkerung der Stadt Kriegsverbrechen wie die Erschießung von 18 Eisenbahnern und die Erhängung von 99 männlichen Personen an Balkonen in der Stadt. Die Erhängten waren als Geiseln benutzt worden.
Am 17. August 1944 wurde die Stadt hauptsächlich von den Francs-tireurs et partisans (FTP) befreit. Anders als in anderen Städten Frankreichs gab es in Tulle keine Freudenfeiern. Die zutiefst traumatisierte Bevölkerung betrachtete ihre Befreier mit Misstrauen oder gar Feindseligkeit, hatten doch die deutschen Besatzer, um den Widerstand der Résistance zu brechen, die Zivilbevölkerung nach dem Grundsatz terrorisiert, dass sie für getötete Deutsche eine Vielzahl der als Geiseln genommenen Zivilisten ermordeten. Von den vielen deportierten Menschen aus Tulle sind 101 nach dem Krieg nicht aus den Konzentrationslagern zurückgekehrt.

### Einwohnerentwicklung
| Jahr      | 1793 | 1896   | 1962   | 1968   | 1975   | 1982   | 1990   | 1999   | 2007   | 2018   |
| Einwohner | 9662 | 17.374 | 19.084 | 20.016 | 20.100 | 18.800 | 17.164 | 15.496 | 15.647 | 14.705 |

## Politik und Verwaltung

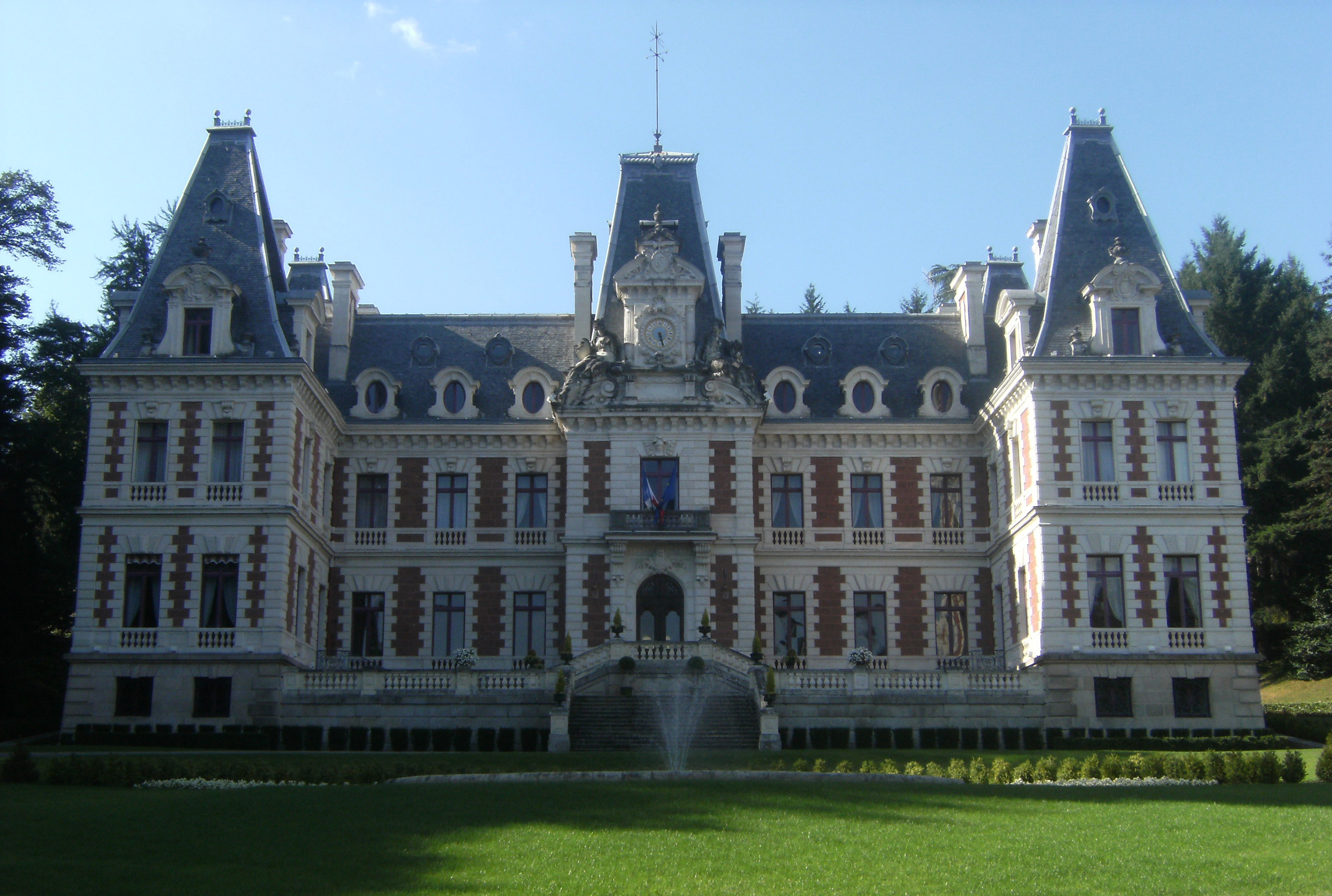
Präfektur

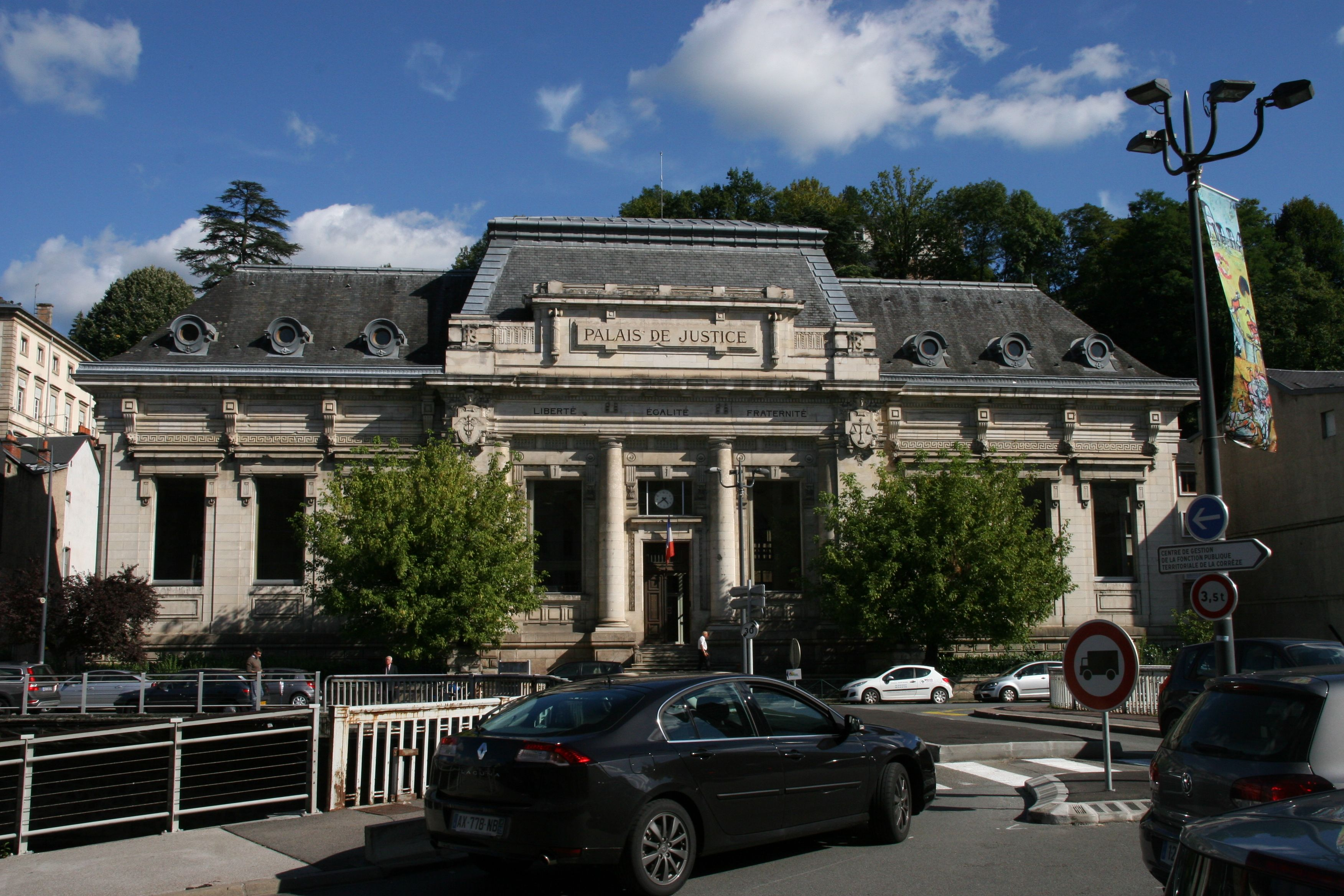
Gericht

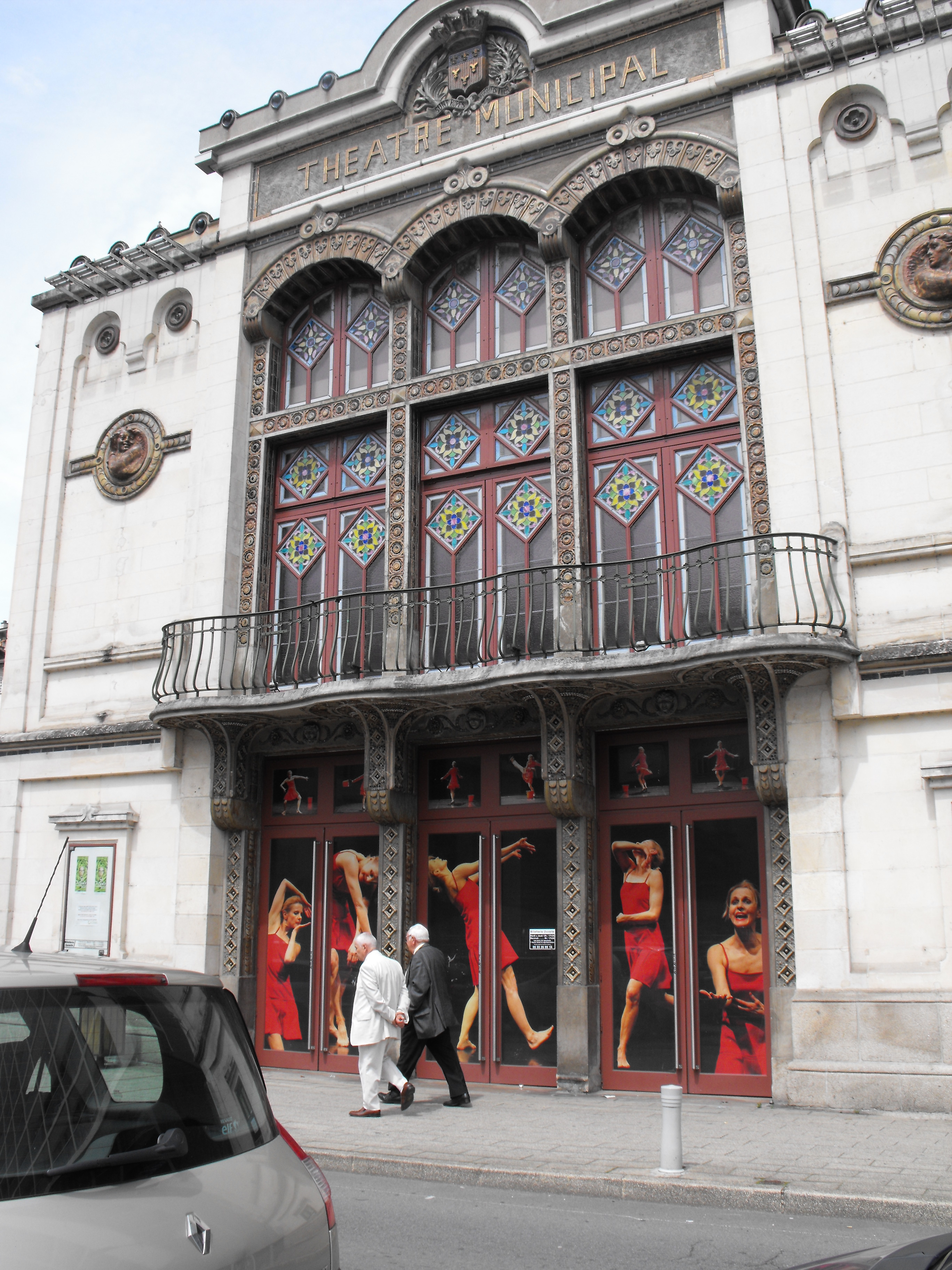
Stadttheater

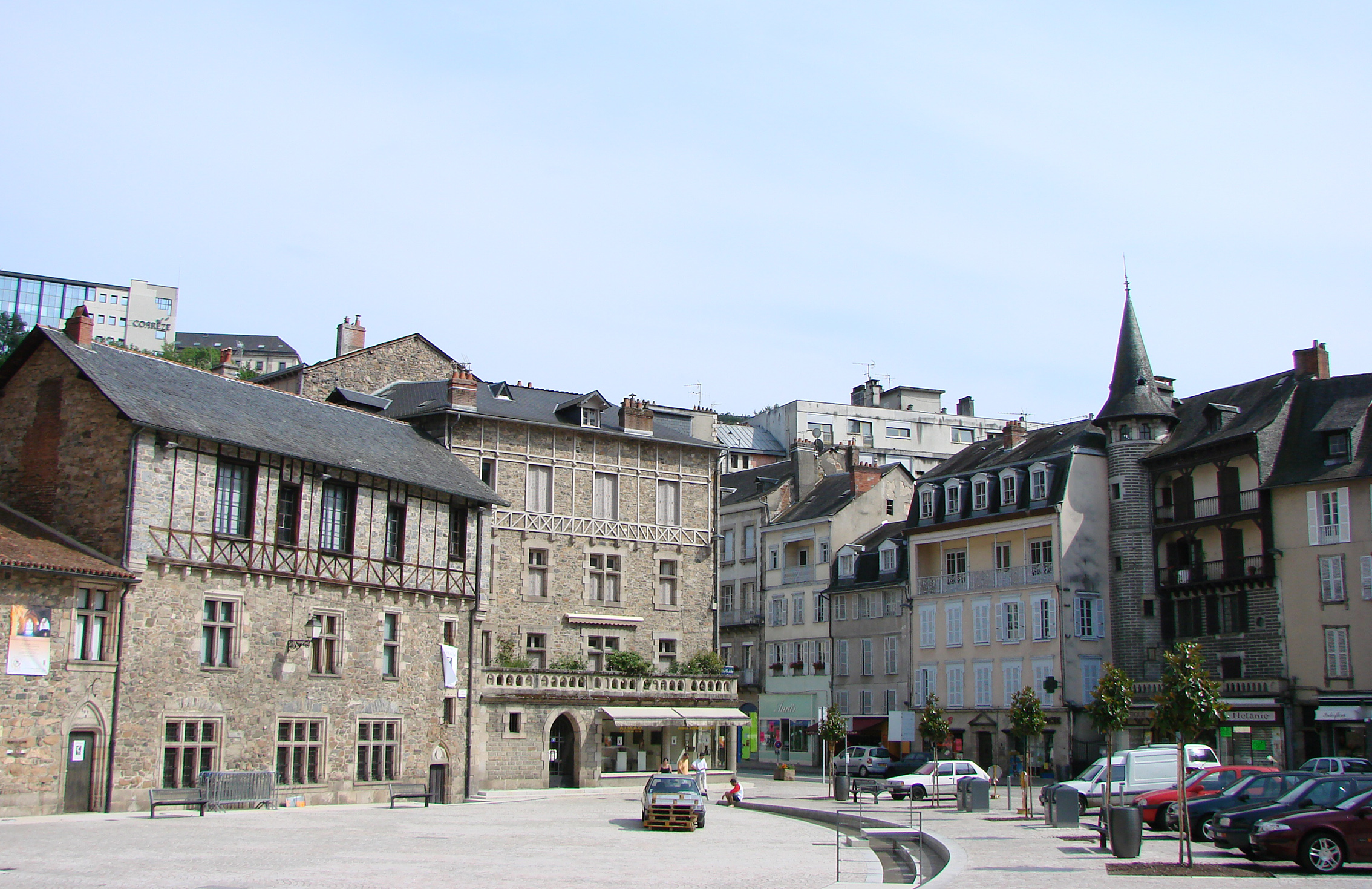
Avenue Charles de Gaulle in der Innenstadt

- Tulle ist Präfektur des Départements Corrèze.
- Tulle ist Sitz des Conseil Général de la Corrèze.[7]
- Tulle ist Sitz des Gemeindeverbandes Tulle Agglo.

### Wappen
Beschreibung: In Rot drei (2;1) goldene Roch unter blauen Schildhaupt mit balkenweis drei goldenen Lilien.

### Bürgermeister seit 1925
- 1925–1945: Jacques de Chammard, Radical
- 1944–1947: Jules Lafue[8]
- 1947–1949: Clément Chausson, PCF
- 1949–1959: Jean Massoulier
- 1959–1971: Jean Montalat, SFIO
- 1971–1977: Georges Mouly, RPR
- 1977–1995: Jean Bombasteil, PCF
- 1995–2001: Raymon-Max Aubert, RPR
- 2001–2008: François Hollande, PS
- 2008–2014: Bernard Combes, PS
- 2014–2020: Bernard Combes, PS
- 2020–2026: Bernard Combes, PS[9]

### Städtepartnerschaften
- Schorndorf, Deutschland
- Rentería, Spanien
- Bury, Vereinigtes Königreich
- Lousada, Portugal
- Smolensk, Russland
- Dueville, Italien

Seit 1964 besteht zudem eine Partnerschaft der Handwerkskammern Osnabrück-Emsland und der des Départements Corrèze. Bis zu Beginn der 1990er Jahre gab es dabei ein jährliches erfolgreiches gegenseitiges Besuchsprogramm für Auszubildende beider Kammern.

## Wirtschaft und Infrastruktur

### Industrie
Tulle war früher Sitz der Waffenfabrik Manufacture nationale d’armes de Tulle (MAT), die heute nur noch durch ein Waffenmuseum repräsentiert ist. Seit 1919 besteht in Tulle das Unternehmen Maugein, das Akkordeons herstellt. Im Jahr 2016 hatte der Betrieb 14 Mitarbeiter. Ein Akkordeonmuseum ist im Entstehen.

### Verkehr

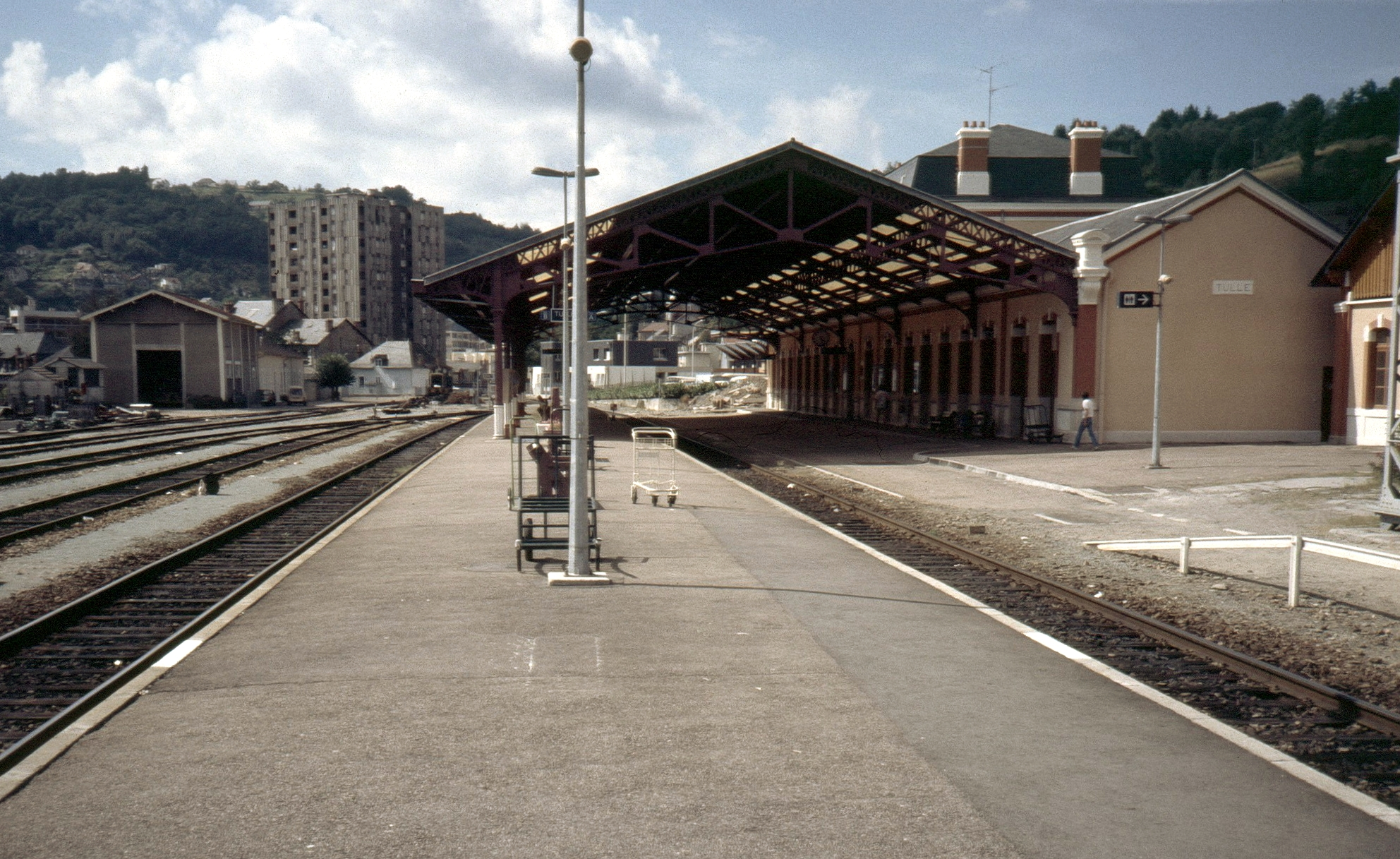
Bahnhof Tulle, 1987

Der Bahnhof Tulle war bis 1970 ein bedeutender Eisenbahn-Knotenpunkt. Dort enden die von der Compagnie du chemin de fer de Paris à Orléans (PO) gebauten Bahnstrecken Coutras–Tulle und Tulle–Meymac, es gab durchgehende Verbindungen von Lyon über Tulle nach Bordeaux. Zudem war er Ausgangspunkt für die schmalspurigen Züge der PO-Corrèze (POC) nach Argentat, Uzerche und Treignac (bis 1970) sowie der Tramways de la Corrèze nach Ussel (bis 1959). Aktuell wird der Bahnhof von TER-Zügen der Region Nouvelle Aquitaine bedient.
Die Stadt liegt an der Achse Bordeaux–Lyon, die ehemalige Nationalstraße N 89 wurde infolge des Baus der Autobahn A 89 zur Departementsstraße D 1089 abgestuft. Zwischen Uzerche und Aurillac führt über Tulle die Departementsstraße 1120 (ehemals Nationalstraße N 120).

## Sehenswürdigkeiten
Tulle war bis 2020 Standort eines Waffenmuseums (Musée des Armes), das bis 2022 mit weiteren Sammlungen in einem neuen städtischen Museum zusammengeführt werden soll. Dies wird im früheren Gebäude der Banque de France untergebracht.

## Persönlichkeiten

### Söhne und Töchter der Stadt
- Jean-Pierre Audy (* 1952), Politiker
- Étienne Baluze (1630–1718), Historiker
- Nicolas Béronie (1742–1820), römisch-katholischer Geistlicher, Okzitanist und Lexikograf
- Christian Binet (* 1947), Comiczeichner
- Lucien Bossoutrot (1890–1958), Flugpionier
- Horace Crocicchia (1888–1976), Kolonialbeamter
- Maximin Deloche (1817–1900), Historiker
- Léon Eyrolles (1861–1945), Politiker, Unternehmer
- Geneviève Granger (1877–1967), Bildhauerin und Medailleurin
- Laurent Koscielny (* 1985), Fußballspieler
- Marie-Anne Montchamp (* 1957), Politikerin
- Philippe Manoury (* 1952), Komponist
- Pierre Meyrat (1916–1969), Autorennfahrer
- Jean Mouzat (1905–1986), Hochschullehrer und Dichter
- Robert Nivelle (1856–1924), General
- Edmond Perrier (1844–1921), Zoologe und Anatom
- Jacques Pills (1906–1970), Sänger
- Éric Rohmer (1920–2010), Regisseur
- Joseph Roux (Geistlicher) (1834–1905), katholischer Geistlicher
- René Schérer (1922–2023), Philosoph
- Marcelle Tinayre (1870–1948), Schriftstellerin

### Persönlichkeiten, die mit der Stadt in Verbindung stehen
- François Hollande (* 1954), Präsident der Französischen Republik und ehemaliger Bürgermeister von Tulle
- Marcel Lefebvre (1905–1991), ehemaliger Bischof von Tulle und Gründer der Priesterbruderschaft St. Pius X.